# Chat Noir
De Chat Noir, ook gekend als de Zwarte Kat, was een kunstzinnige vereniging, die op 14 oktober 1894 in Brugge werd opgericht en nog voor de Eerste Wereldoorlog stilaan verdween.

## Geschiedenis
De vereniging kwam tot stand hetzelfde jaar als de in Café Vlissinghe gevestigde vereniging Kunstgenegen. De twee waren enigszins concurrenten, hoewel er ook Bruggelingen waren die van beide verenigingen lid waren.
De vier stichters waren Camille Verhaeghe, Alfred Algrain, Flori Van Acker en Auguste Bricusse. Het ging om een kaartersclubje dat in Vlissinghe enigszins werd buitengekeken als een gevolg van zijn luidruchtigheid.
De vereniging vestigde zich in Café Lion Belge, Langestraat 125, bij de gezusters Adèle en Hélène Claeys, waar ze over een eigen zaaltje konden beschikken. Aquilin Arents de Beerteghem (1849-1923), lid van de familie Arents de Beerteghem, trad op als mecenas voor de nieuwe vereniging. Naast het jaarlijks aanbieden van een banket aan de leden, voorzag hij in meubilair: een kristallen luchter,  U-vormige tafels met wit-rode tafelkleden en versieringen aan de muren,  die verder werden opgevrolijkt door schilderijen gemaakt door de eigen leden. Een andere edelman, de vrijgezel Alphonse van Hamme de Stampaertshoucke (1852-1903) trad op in de erefunctie van Sire.
In augustus 1895 werd in het zaaltje van de 'Chat Noir' een buffetkast ingehuldigd, waarvan het ontwerp was gemaakt door architect Oscar De Breuck en de uitvoering was toevertrouwd aan schrijnwerker Dinneweth.
De vereniging organiseerde literaire voordrachten, door muziek opgeluisterde banketten, causerieën met lichtbeelden, audities voor kamermuziek en pianorecitals, poppentheater en schaduwtheater. De vereniging was liberaal van strekking en, ondanks de naam, eerder Vlaamsgezind. Onder de voordrachtgevers figureerden Camille Mauclair, Max Enthoven, Jos Cuvelier en Medard Verkest. De vereniging organiseerde een leeskabinet waar men een dertigtal nieuwsbladen en periodieken kon raadplegen. In 1898 werd, onder het voorzitterschap van advocaat Charles De Schrijver, een spaarkas opgericht onder de kenspreuk Utile Dulci.

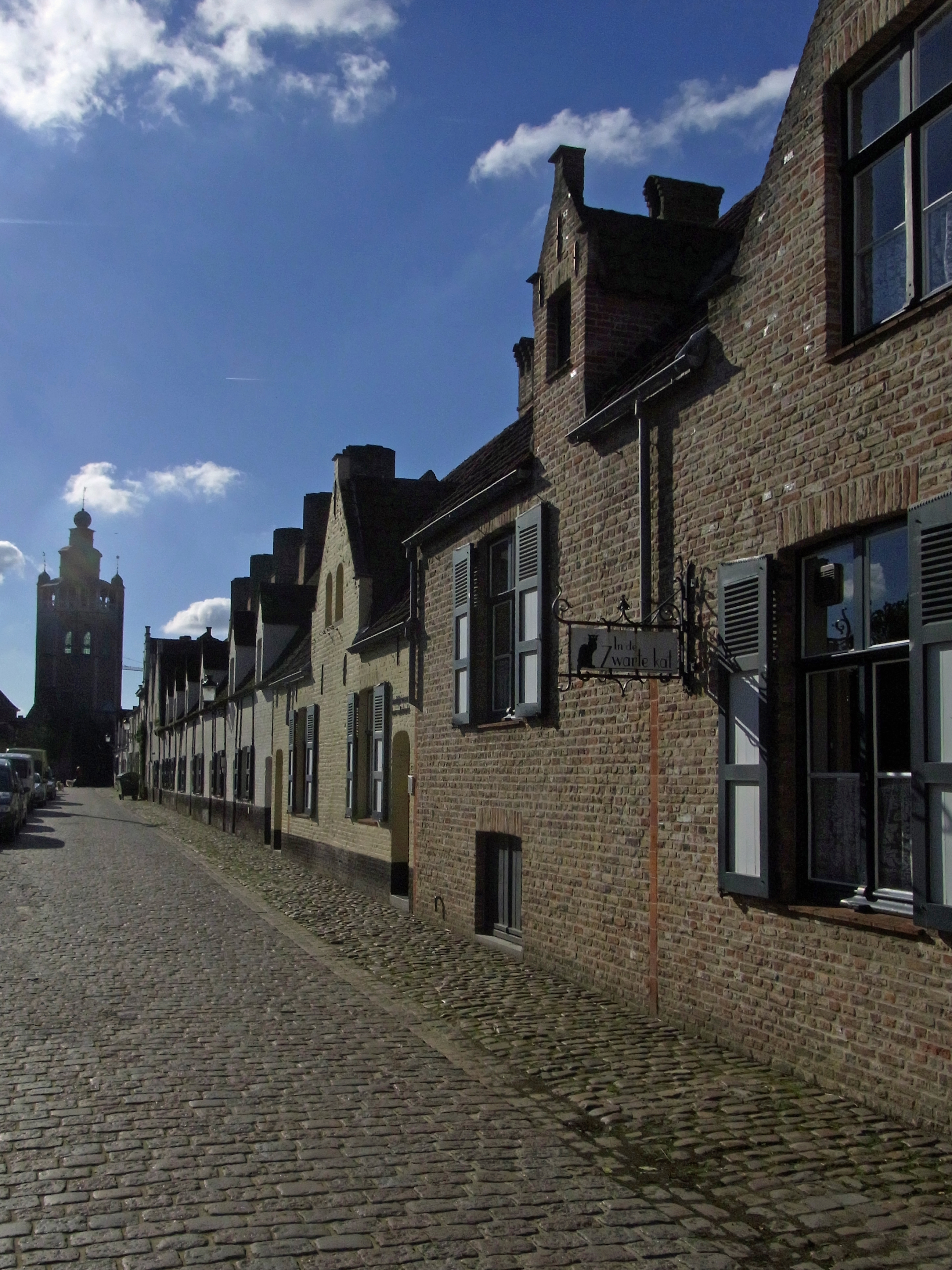
Het uitgangbord aan het "estaminet" In de Zwarte Kat van het Museum voor Volkskunde in de Balstraat verwijst naar de vereniging Chat Noir.

Eenmaal per maand hielden de leden algemene vergadering en zaten ze aan voor een mild overgoten souper dat eindigde met een omhaling voor de Vrienden van de Schamele Armen. De 43 leden behoorden tot de Brugse burgerij en waren van uiteenlopende strekking: sommigen waren lid van een kerkraad (zoals Charles De Schrijver), anderen lid van de loge 'La Flandre' (zoals Pierre Huybrechts). 
Nog voor de Eerste Wereldoorlog kwijnde de vereniging weg, terwijl het café Au Lion Belge bleef bestaan. In het Brugse Museum voor Volkskunde in de Balstraat - Rolweg, is het "estaminet" dat er deel van uitmaakt In de Zwarte Kat genoemd, in herinnering aan de vroegere 'Chat Noir', van wie de 'sprekerston' in het museum wordt bewaard. Het café wordt bewoond door een levende zwarte kat, die naar de naam 'Aristide' luistert.
Verschillende leden van 'Le Chat Noir' waren lid van de Compagnie 'Jagers-Verkenners', de Brugse Burgerwacht te paard: Auguste Merlin, Charles De Schrijver, Oscar Milissen, Pierre Huybrechts, Edmond Chot, Flori Van Acker.

## Stichters en leden
De stichters en enkele voorname leden waren:

### De vier stichters
- Camille Verhaeghe (1847-1908) was de bouwheer van het 'Lucas-huys', Minderbroedersstraat 10, met een uit Brussel overgebrachte houten gevel. Van 1873 tot 1896 dreef hij in de Steenstraat een handel in kunst- en weeldevoorwerpen. Hij was getrouwd met Sylvie Lebret. Ze bleven kinderloos.
- Alfred Algrain (†1917) was een genieofficier van het Belgisch leger die in Brugge was terechtgekomen en er, naast zijn militaire bezigheden, actief was geworden in het verenigingsleven. 'Commandant Algrain', zoals hij meestal werd genoemd, was ook kunstschilder en tevens voorzitter van de Cercle photographique Brugeois. In 1898 bevorderde hij tot majoor en werd overgeplaatst naar Luik. De schilderes Andrée Algrain was zijn kleindochter.
- Flori Van Acker (1858-1940) was de alomtegenwoordige directeur van de Brugse Kunstacademie.
- Auguste Bricusse, bediende bij het militair bureau van de genie geleid door Alfred Algrain, trouwde in Brugge in 1888 met de weduwe Marie Seaux.

### De leden
- Leo Van Gheluwe (Wannegem-Lede, 1837 - Gent, 1914) was een componist die van 1872 tot 1900 directeur was van het Brugse muziekconservatorium.
- Karel Mestdagh (Sint-Pieters-op-de-Dijk, 1850-1924) was orgelist en componist. Hij was een leerling van Leo Van Gheluwe en was directeur van het Brugse muziekconservatorium van 1900 tot 1924.
- Georges Daveluy (°Oostende, 6 februari 1877), zoon van Jules Daveluy en Marie Vanhevel, broer van Richard Daveluy, kleinzoon van Alexis Daveluy d'Elhoughne, trouwde in 1898 met Valentine Jacques. Hij behoorde tot de Brugse familie van drukkers, lithografen en fotografen Daveluy.
- Medard Verkest (Eernegem, 1863 - Gent, 1908) was een onderwijzer die achtereenvolgens les gaf in Torhout, Ieper, Tongeren, Brugge en Gent. In Brugge verbleef hij van circa 1890 tot 1905 en was er snel ingeburgerd. Hij publiceerde een Guide illustré du touriste à Bruges en verder: Studiën over Brugse kunstenaars (1901), Tentoonstelling van Vlaamsche Primitieven en Oude Meesters te Brugge (1901).
- Edward Danneels (1835-1907) was een succesvol pianist, die ook in Parijs recitals gaf en lof oogstte. In Brugge trad hij op, zowel voor 'Chat Noir' in de Lion Belge als voor 'Kunstgenegen' in café Vlissinghe.
- Pierre Huybrechts (1861-1928), was de secretaris van de 'Chat Noir'. Hij was in 1890 lid geworden van de literaire kring Excelsior. Leraar aan het atheneum, was hij een groot voorstander van de Hogeschooluitbreiding, zowel die in het Nederlands als de meer succesvolle in het Frans en hij schreef er over in de Journal de Bruges.
- Oscar Milissen (1864-1909), was een musicus. Hij was de secretaris van de vereniging Brugge Voorwaarts - Bruges en Avant, die tot doel had "leven in de brouwerij" te brengen. Hij was ook bestuurder van de concerten van het muziekconservatorium. Zijn vroegtijdig overlijden werd algemeen betreurd.
- Generaal Henri behoorde tot de in Brugge gekazerneerde regimenten.
- Richard Van der Hofstadt (1852-1918) was advocaat van 1876 tot 1908. Hij was stafhouder van de Brugse balie in 1900-1902.
- Charles-Ferdinand De Schrijver (1847-1923) was advocaat van 1887 tot 1895 en werd vervolgens pleitbezorger. Hij was voorzitter van de kerkraad van Onze-Lieve-Vrouw van Ver-Assebroek.
- Auguste Merlin, was groothandelaar in koffie, suiker en koloniale waren, in de Sint-Jakobsstraat.
- Jean Saeys, was huurhouder en ondernemer van verhuizingen in de Naaldenstraat.
- Harry Webb, was in zijn jonge jaren zwemkampioen en werd scheepsmakelaar, directeur van de scheepsagentuur Minne.
- Louis Reckelbus (1864-1958) was schilder en museumconservator.
- Max Seligmann (†Brussel, 1937) was atheneumleraar. Hij was actief in het Brugse Willemsfonds. In 1891 werd hij bibliothecaris van de door deze vereniging opgerichte uitleenbibliotheek. Hij schreef een schoolboek over fysica. In de Hogeschooluitbreiding gaf hij cursussen scheikunde en elektriciteit. Hij schreef ook vele jaren de tooneelkritiek voor de Journal de Bruges. Hij werd hoogleraar fysica aan de ULB.
- Edmond Chot (†Brussel, 1944) was een Franstalig leraar Latijn in het atheneum. Hij trouwde in 1888 met Sylvie Van Poelvoorde, was korporaal bij de 'Jagers-Verkenners' en woonde Verbrand Nieuwland 33 en Joost de Damhouderstraat 5.
- Jules Colens (1840-1918), was rijksarchivaris, secretaris van de liberale vereniging Les Amis du Progrès en van het Archeologisch genootschap dat het Gruuthusemuseum stichtte. Hij was ook componist en musiceerde in de huiskring.
- Joseph Cuvelier (1869-1947), was van 1896 tot 1900 adjunct-rijksarchivaris in Brugge maar promoveerde later tot algemeen rijksarchivaris. Ook hij musiceerde en zong soms voor de leden van de 'Chat Noir'.
- Gustaaf Pickery (1862-1821) was beeldhouwer, net zoals zijn vader Hendrik Pickery.